# Zetellift Cordoba
De zetellift Cordoba is een kabelbaan in West-Vlaanderen. De kabelbaan is geopend in 1958 en bevindt zich in het heuvelland, het heuvelachtige gebied van West-Vlaanderen ten westen van de stad Ieper. De baan is gebouwd door Albriek Florisoone en Lambert Segers.
De kabelbaan verbindt de Vidaigneberg met de Baneberg, dit zijn zijheuvels van de bekende Rodeberg en Zwarteberg. Het traject legt nagenoeg geen hoogteverschil af, en biedt een zicht over het heuvelland en de wijngaarden van de Entre-Deux-Monts. Bij helder weer is de Vlaamse kust of de IJzertoren van Diksmuide zichtbaar.
De kabelbaan trok aanvankelijk vooral Franse toeristen, totdat de baan bekendheid verwierf onder Vlamingen door de televisieprogramma's Eigen kweek en Taboe.